# Nyquist (linguagem de programação)
Nyquist é uma linguagem de programação para síntese e análise de som baseada na linguagem Lisp. A linguagem tem esse nome em homenagem a Harry Nyquist, cientista e engenheiro.